# Andreas Wolf
Andreas Wolf (ur. 12 czerwca 1982 w Leninabadzie, ZSRR) – piłkarz niemiecki grający na pozycji środkowego obrońcy.

## Kariera klubowa
Andreas urodził się w Tadżyckiej SRR, a w 1990 rodzina Wolfów wróciła do Niemiec. Piłkarską karierę młody Wolf rozpoczął w klubach z rejonu miasta Ansbach: SV Pfeil Burk, ESV Ansbach-Eyb i SpVgg Ansbach. W 1996 roku trafił do młodzieżowego zespołu 1. FC Nürnberg, a w 2001 roku został włączony do kadry pierwszego zespołu. 23 marca 2002 zadebiutował w Bundeslidze w przegranym 0:2 spotkaniu z Herthą BSC. Do końca sezonu zagrał jeszcze trzykrotnie, a klub z Norymbergi utrzymał się w lidze. W sezonie 2002/2003 Wolf grał już więcej, ale nadal był głównie rezerwowym, a jego klub spadł z ligi. Sezon 2003/2004 Andreas spędził grając w 2. Bundeslidze, ale już po roku Nürnberg znów grało w pierwszej lidze. Po powrocie do ekstraklasy Wolf przez dwa sezony był rezerwowym, ale w sezonie 2006/2007 stworzył duet środkowych obrońców z na przemian z Brazylijczykiem Gláuberem lub Australijczykiem Michaelem Beauchampem. FCN w lidze straciło najmniej goli – 32, dzięki dobrej grze obrońców i zajęło w niej wysokie 6. miejsce. Zdobył także Puchar Niemiec.
| Sezon   | Klub           | Kraj    | Rozgrywki             | Mecze | Bramki | Rozgrywki Europy | Mecze | Bramki |
| ------- | -------------- | ------- | --------------------- | ----- | ------ | ---------------- | ----- | ------ |
| 2001/02 | 1. FC Nürnberg | Niemcy  | Bundesliga            | 4     | 0      | -                | -     | -      |
| 2002/03 | 1. FC Nürnberg | Niemcy  | Bundesliga            | 14    | 0      | -                | -     | -      |
| 2003/04 | 1. FC Nürnberg | Niemcy  | 2. Fußball-Bundesliga | 31    | 1      | -                | -     | -      |
| 2004/05 | 1. FC Nürnberg | Niemcy  | Bundesliga            | 16    | 0      | -                | -     | -      |
| 2005/06 | 1. FC Nürnberg | Niemcy  | Bundesliga            | 20    | 0      | -                | -     | -      |
| 2006/07 | 1. FC Nürnberg | Niemcy  | Bundesliga            | 32    | 1      | -                | -     | -      |
| 2007/08 | 1. FC Nürnberg | Niemcy  | Bundesliga            | 30    | 2      | Liga Europy UEFA | 8     | 0      |
| 2008/09 | 1. FC Nürnberg | Niemcy  | 2. Fußball-Bundesliga | 7     | 0      | -                | -     | -      |
| 2009/10 | 1. FC Nürnberg | Niemcy  | Bundesliga            | 29    | 0      | -                | -     | -      |
| 2010/11 | 1. FC Nürnberg | Niemcy  | Bundesliga            | 30    | 3      | -                | -     | -      |
| 2011/12 | Werder Brema   | Niemcy  | Bundesliga            | 15    | 0      | -                | -     | -      |
| 2011/12 | AS Monaco      | Francja | Ligue 2               | 2     | 0      | -                | -     | -      |
| 2012/13 | AS Monaco      | Francja | Ligue 2               | 21    | 2      | -                | -     | -      |
| 2013/14 | AS Monaco      | Francja | Ligue 1               | 1     | 0      | -                | -     | -      |

Stan na: 16 października 2014 r.

## Kariera reprezentacyjna
Wolf w swojej karierze występował w młodzieżowych reprezentacjach Niemiec we wszystkich kategoriach od U-17 aż po U-21.